# Luis Zacarías
Pour les articles homonymes, voir Zacarias.
Luis Emiliano Zacarías Barraza (Coracora (en), 11 octobre 1942 – Cologne, 27 août 2023) est un entraîneur péruvien de football.

## Biographie
Luis Zacarías a l'occasion d'entraîner en 1977 le Deportivo Municipal qu'il sauve in extremis de la relégation lors d'un match de barrage pour le maintien face au Cienciano del Cusco. Préparateur physique de l'équipe du Pérou, qui se retrouve sans sélectionneur en 1980, il prend en charge la sélection en tandem avec Juan José Tan lors d'un match amical face à l'Uruguay, le 18 juillet 1980, au Stade Centenario (0-0).
Dans les années 1980, il se fait un nom en Allemagne puisqu'il prend les rênes du MSV Duisburg avec 85 matchs dirigés en 2. Bundesliga entre 1983 et 1985. Revenu au Pérou, il est champion de 2e division avec le Lawn Tennis FC en 1997. En 2003, il est nommé à la tête du Lokomotiv Tbilissi en Géorgie.
Après avoir arrêté sa carrière d'entraîneur, Luis Zacarías travaille comme scout (en) pour de nombreux clubs allemands,.
Il meurt à Cologne, en Allemagne, le 27 août 2023 à l'âge de 80 ans,.

## Palmarès
Lawn Tennis FC
- Championnat du Pérou (D2) (1) :
  - Champion : 1997[6].